# 武寧戰鬥 (國共內戰)
武寧戰鬥發生於1934年5月27日－6月7日，地點則是在中國贛西北。是國共內戰前期主要戰鬥之一。該戰鬥交戰一方為中華民國國民革命軍，另一方則為中國共產黨所領導之中國工農紅軍。